# استان اژه شمالی
استان اژۀ شمالی (به یونانی: Περιφέρεια Βορείου Αιγαίου) یکی از سیزده استان یونان است. این استان شامل جزایر شمال شرقی دریای اژه است به جز سامودراس که به استان مقدونیه شرقی و تراکیه تعلق دارد و ایمبوراس و تندوس که به ترکیه تعلق دارند.

## مدیریت
استان اژۀ شمالی در اصلاحات مدیریتی سال ۱۹۸۷م. بنیانگذاری شد. با اجرای طرح کالیکراتیس، قدرت و اقتدار این استان افزایش یافت. این استان به همراه استان اژۀ جنوبی، توسط هیئت تمرکززدایی اژه که مقر آن در پیره است نظارت می‌شود. مرکز این استان در موتلنه در جزیرهٔ لسبوس قرار دارد.

تا پیش از اجرای اصلاحات کالیکراتیس، استان اژۀ جنوبی شامل سه شهرستان ساموس، خیوس و لسبوس بود. از ۱ ژانویۀ ۲۰۱۱، به ۵ واحد استانی که اغلب در جوار جزایر بزرگ قرار دارند تقسیم شد:
- خیوس
- ایکاریا
- لمنوس
- لسبوس
- ساموس

استان‌دار اژۀ جنوبی از ۱ ژانویۀ ۲۰۱۱، ناسوس گیاکالیس است که در انتخابات شورای محلی نوامبر ۲۰۱۱ از جنبش سوسیالیستی پان‌هلنیک برگزیده شد.